# 格哈德·温克勒
格哈德·温克勒（德語：Gerhard Winkler，1951年1月17日—），德国男子冬季两项运动员。他曾代表西德参加1976年和1980年冬季奥林匹克运动会冬季两项比赛，其中1980年冬季奥运会获得一枚铜牌。